# Internationale Cricket-Saison 1979/80
Die internationale Cricket-Saison 1979/80 fand zwischen September 1979 und März 1980 statt. Als Wintersaison wurden vorwiegend Heimspiele der Mannschaften aus Südasien, der Karibik und Ozeanien ausgetragen.

## Überblick

### Internationale Touren
| Beginn             | Heimteam   | Auswärtsteam | Resultate | Resultate | Artikel |
| Beginn             | Heimteam   | Auswärtsteam | Test      | ODI       | Artikel |
| ------------------ | ---------- | ------------ | --------- | --------- | ------- |
| 11. September 1979 | Indien     | Australien   | 2–0 [6]   |           | Artikel |
| 21. November 1979  | Indien     | Pakistan     | 2–0 [6]   |           | Artikel |
| 21. November 1979  | Australien | England      | 3–0 [3]   |           | Artikel |
| 1. Dezember 1979   | Australien | West Indies  | 0–2 [3]   |           | Artikel |
| 6. Februar 1980    | Neuseeland | West Indies  | 1–0 [3]   | 1–0 [1]   | Artikel |
| 15. Februar 1980   | Indien     | England      | 0–1 [1]   |           | Artikel |
| 27. Februar 1980   | Pakistan   | Australien   | 1–0 [3]   |           | Artikel |

### Internationale Turniere
| Beginn            | Turnier                                  | Land       |
| ----------------- | ---------------------------------------- | ---------- |
| 27. November 1979 | Benson & Hedges World Series Cup 1979/80 | Australien |

## Nationale Meisterschaften
Aufgeführt sind die nationalen Meisterschaften der Full Member des ICC.
| Land                               | First-Class                 | List A                                    |
| ---------------------------------- | --------------------------- | ----------------------------------------- |
| Australien                         | Sheffield Shield 1979/80    | McDonald’s Cup 1979/80                    |
| Indien                             | Ranji Trophy 1979/80        | Wills Trophy 1979/80                      |
| Duleep Trophy 1979/80              | Deodhar Trophy 1979/80      |                                           |
| Irani Trophy 1979/80               |                             |                                           |
| Neuseeland                         | Shell Trophy 1979/80        | National Knock-Out 1979/80                |
| Pakistan                           | Quaid-e-Azam Trophy 1979/80 |                                           |
| BCCP Invitation Tournament 1979/80 |                             |                                           |
| Südafrika                          | Currie Cup 1979/80          | Datsun Shield 1979/80                     |
| Castle Bowl 1979/80                |                             |                                           |
| Howa Bowl 1979/80                  |                             |                                           |
| West Indies                        | Shell Shield 1979/80        | Geddes Grant/Harrison Line Trophy 1979/80 |